# Landmannalaugar

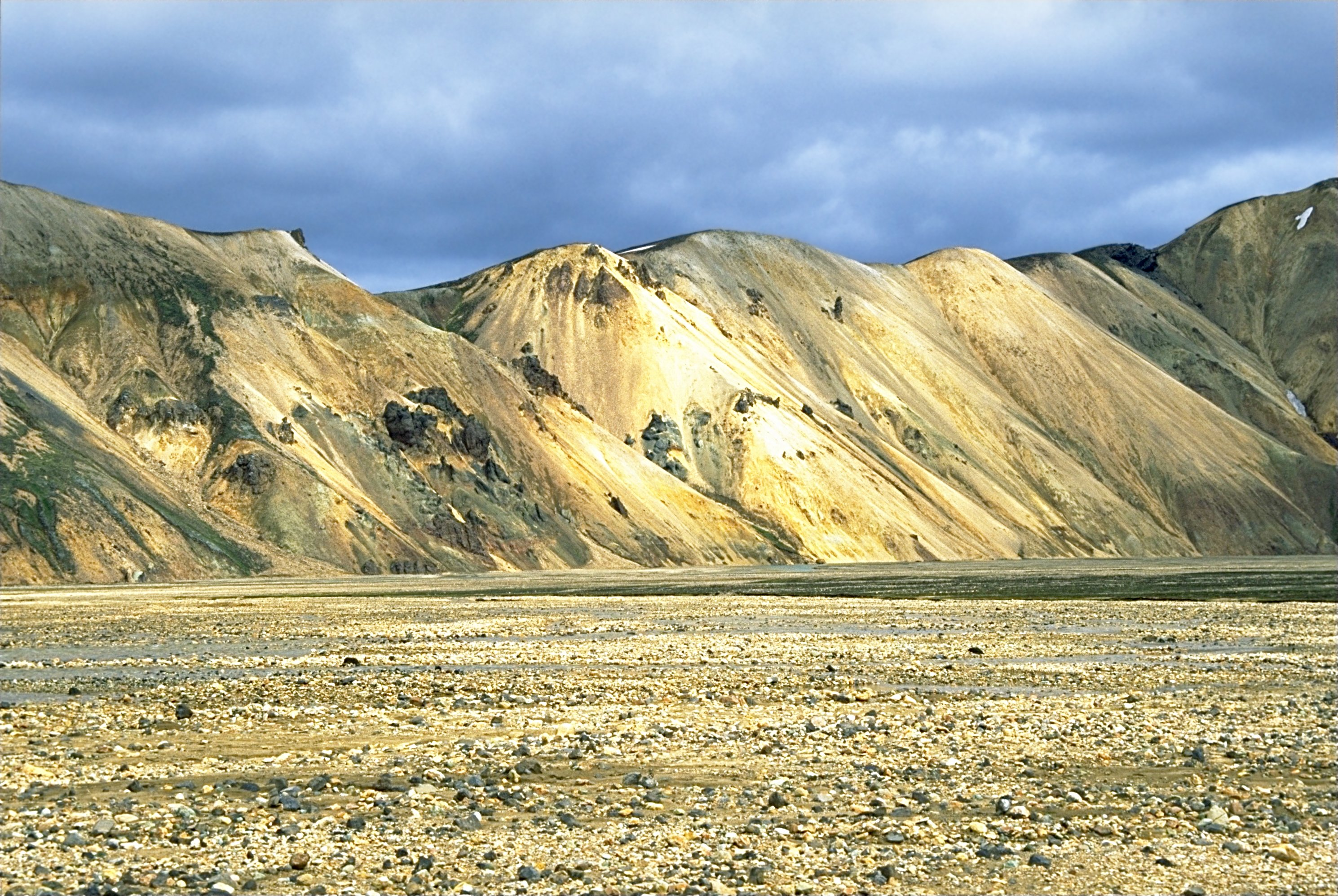
Landmannalaugar

Landmannalaugar (betekenis: hete bronnen in het land van de mensen uit het gebied Land (een gebied rond de plaats Hella)) is een dal in het binnenland van IJsland, ten oosten en niet ver van de beroemde vulkaan de Hekla. Het dal is bekend vanwege zijn ryolietgesteente. De omringende ryolietbergen zijn zeer kleurrijk: geel, rood, bruin en grijsgroen. Kenmerkend van dit gesteente is dat reeds een klein beetje zonlicht de bergen als het ware doet oplichten, waardoor ze er vaak heel "helder" uitzien. Het lavaveld Laugahraun, dat in het dal uitkomt, bevat veel van het zeldzame obsidiaan, een zwart glasachtig gesteente dat ook wel vulkanisch glas wordt genoemd.
Aan de voet van het lavaveld ontspringen hete en koude bronnen. De hete zwavelbronnen komen uit in een beekje, en maken dat men hier ook bij koud weer uitstekend kan baden. Het gebied is onderdeel van het natuurreservaat Fjallabak.
Er is in Landmannalaugar een hut van de IJslandse Wandelvereniging en bijbehorende camping. Men kan er ook komen via de lijnbus of auto (In de regel vanuit het noorden, over de F26 en F208, mogelijk met 2WD auto maar IJslandse huurauto's zijn daar niet verzekerd; 4WD is wenselijk). De grindwegen zijn buiten de zomer afgesloten en derhalve niet toegankelijk vanwege sneeuw en het vele water.

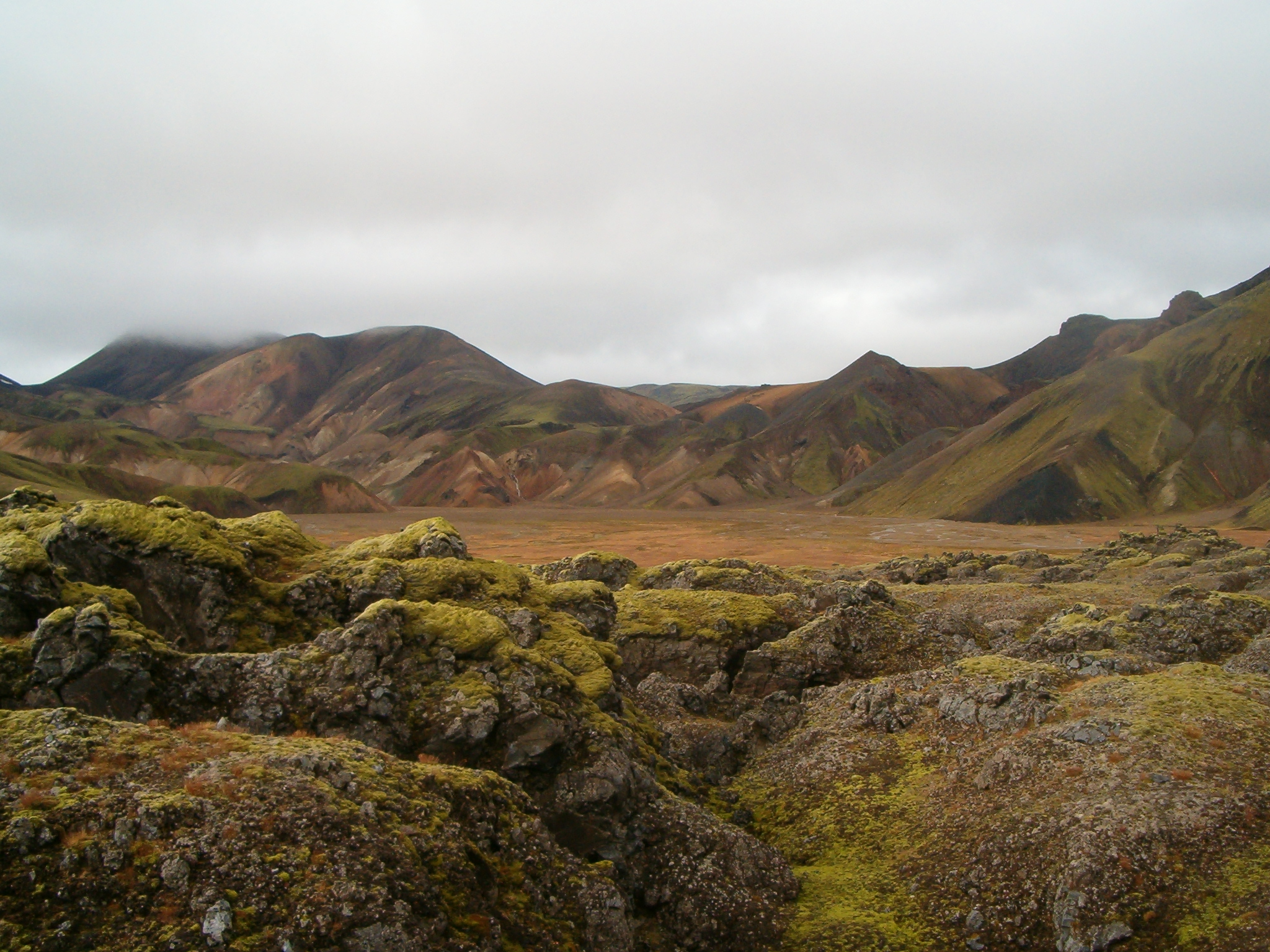
Landmannalaugar: lieflijk en ruig

## Laugavegur
Landmannalaugar is het begin- of eindpunt van een populaire trekkingroute van IJsland, Laugavegur (warmebronnenweg) genaamd. Deze gaat naar Þórsmörk in het zuiden en vandaar via de bergpas Fimmvörðuháls verder naar het plaatsje Skógar met de Skógafoss waterval. De tocht wordt meestal als een drie- of vierdaagse huttentocht gedaan.